# Xingping
Xingping, tidigare romaniserat Hingping, är en stad på häradsnivå som lyder under Xianyangs stad på prefekturnivå i Shaanxi-provinsen i nordvästra Kina. Den ligger omkring 39 kilometer väster om provinshuvudstaden Xi'an. 
Orten är mest känd för kejsargraven Maoling, som uppfördes under Handynastin.

## Källa
1. ↑  ”worldpostmarks.net”. Arkiverad från originalet den 2 januari 2015. https://web.archive.org/web/20150102101710/http://worldpostmarks.net/HTML%20Countries/china.htm. Läst 24 maj 2015.

- Wikimedia Commons har media som rör Xingping.